# دبلیودبلیوئی تی‌ال‌سی (۲۰۱۲)
تی‌ال‌سی: میزها، نردبان‌ها و صندلی‌ها (به انگلیسی: TLC: Tables, Ladders & Chairs) یک رویداد غیر رایگان (Pay-Per-View) در کشتی حرفه‌ای می‌باشد که توسط کمپانی دبلیو دبلیو ای تهیه می‌شود و این دوره‌اش هم در ۱۶ دسامبر ۲۰۱۲ برای اولین بار در مجموعه ورزشی بارکلایز سنتر شهر بروکلین ایالت نیویورک برگزار شد. تی‌ال‌سی چهارمین تی‌ال‌سی سالانه و آخرین پی-پر-ویو ۲۰۱۳ بود.